# Овсянико-Куликовский, Дмитрий Николаевич
Дми́трий Никола́евич Овся́нико-Кулико́вский (23 января [4 февраля] 1853, Каховка, Таврическая губерния — 9 октября 1920, Одесса) — русский литературовед и лингвист. Почётный член Петербургской академии наук (1907), Российской академии наук (1917).

## Биография

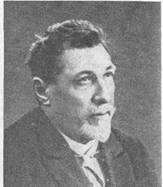
Д. Н. Овсянико-Куликовский

Родился в дворянской семье. Правнук Елизаветы Тёмкиной и возможный праправнук Екатерины II и Григория Потёмкина. О своём месте рождения написал: «Мой отец, под бременем долгов (свыше миллиона), ещё в 1879 году продал Каховку и купил маленькое именьице Рею в Волынской губернии, в пятнадцати верстах от Бердичева».
Окончил Симферопольскую мужскую казённую гимназию. Учился в Петербургском (1871—1873) и Новороссийском (1873—1876) университетах, в Праге и Париже.
С 1883 преподавал в Новороссийском университете, в 1887—1888 — в Казанском; в 1888—1905 профессор Харьковского университета; с 1905 профессор Петербургского университета и Высших женских курсов.
Был одним из редакторов журнала «Вестник Европы» (1913—18), редактором «Истории русской литературы XIX века» (т. 1—5, 1908—10).

### Семья
- Мать — Варвара Николаевна Овсяннико-Куликовская (ур. Рудь)
- Отец — Николай Николаевич[8] Овсянико-Куликовский, передал свой крепостной оркестр одесскому театру в 1809 г. (Скорее всего, легенда, созданная М. Гольдштейном, написавшим «Симфонию № 21», принадлежащую, якобы, перу деда Д. Н. Овсянико-Куликовского)
- Брат — Григорий был женат на Матильде Карловне (ур. Белецкой, дочери Эмилии Мюллер и Карла Яковлевича Белецкого)

## Научная деятельность

### Литературоведение

На даче в Одессе, 1918

Написал много работ о русских писателях-классиках XIX века. Исследовал проблемы теории и психологии творчества. Ученик и последователь А. А. Потебни, одного из основоположников психологического направления в литературоведении.
Главный труд ученого: «История русской интеллигенции».
Основные литературно-критические работы:
1) Статьи по теории литературы («Психология мысли и чувства. Художественное творчество»);
2) Монография «Н. В. Гоголь»;
3) Книги «А. С. Пушкин», «И. С. Тургенев», «Л. Н. Толстой»;
4) «Этюды о творчестве А. П. Чехова»;
5) «Воспоминания».
Причину эволюции социально-философских идей русского общества видел в различиях «душевной организации поколений».

### Языкознание
В своей основной лингвистической работе «Синтаксис русского языка» (1902) выступил последователем психологизма А. А. Потебни (Харьковская лингвистическая школа). Занимался развитием его положения об изначальной образности языка, являющейся первоисточником поэтического мышления, об аналогии слова и художественного произведения, близости научного и художественного мышления. Разработал понятие синтаксической формы, основным способом проявления которой считал грамматическое предицирование («сказуемость»). Считал синтаксис центральным компонентом грамматики, строя анализ текста в направлении «от предложения к звукам». В русском языке выделял 11 частей речи.

### Санскрит, ведийская мифология и философия
Один из первых российских исследователей санскрита, ведийской мифологии и философии.

## Симфония
Большой популярностью в СССР пользовалась «21-я симфония Овсянико-Куликовского», приписывавшаяся деду Д. Н. Овсянико-Куликовского, украинскому помещику Николаю Дмитриевичу Овсянико-Куликовскому. Её исполняли государственные академические оркестры, ей были посвящены музыковедческие научные труды. В Энциклопедическом словаре 1953 г. симфония названа «выдающимся образцом раннего украинского симфонизма». В действительности автором симфонии оказался позже ставший известным композитор и скрипач Михаил Гольдштейн, который впоследствии сам разоблачил розыгрыш, за что преследовался советской властью в уголовном порядке и был вынужден эмигрировать из СССР в Германию.

## Научные труды
- Овсянико-Куликовский Д. Н. Собрание сочинений в 9 томах. Том 1: Гоголь. − Санкт-Петербург. Издание И. Л. Овсянико-Куликовской, 1912—197 с. Архивная копия от 17 июня 2018 на Wayback Machine
- Овсянико-Куликовский Д. Н. Собрание сочинений в 9 томах. Том 4 Пушкин − Санкт-Петербург: Прометей, 1909. — 214 с. Архивная копия от 17 июня 2018 на Wayback Machine
- Овсянико-Куликовский Д. Н. Собрание сочинений в 9 томах. Том 5 Гейне, Гёте, Чехов, Герцен, Михайловский, Горький − Санкт-Петербург: Прометей, 1909. — 239 с. Архивная копия от 17 июня 2018 на Wayback Machine
- Овсянико-Куликовский Д. Н. Собрание сочинений в 9 томах. Том 6. — Санкт-Петербург: Издание И. Л. Овсянико-Куликовской, 1914. — 251 с. Архивная копия от 17 июня 2018 на Wayback Machine
- Овсянико-Куликовский Д. Н. Собрание сочинений в 9 томах. Том 9 История русской интеллигенции. Часть 3 − Санкт-Петербург: Прометей, 1911. — 224 с. Архивная копия от 17 июня 2018 на Wayback Machine
- Овсянико-Куликовский Д. Н. Основы ведаизма — Из серии: Овсянико-Куликовский Д. Н. Собрание сочинений в 9 томах. — Том 6. Санкт-Петербург: Прометей, 1909. — с. 172—232 Архивная копия от 17 июня 2018 на Wayback Machine
- Овсянико-Куликовский Д. Н. Лев Николаевич Толстой: Очерк его художественной деятельности и оценка его религиозных и моральных идей Архивная копия от 17 июня 2018 на Wayback Machine — Санкт-Петербург: Издание И. Л. Овсянико-Куликовской, 1911. — 160 с.
- Овсянико-Куликовский Д. Н. Собр. соч. Т. 1—9. 2-е изд. — Пг.: Госиздат, 1923—1924.
- Овсянико-Куликовский Д. Н. История русской интеллигенции. Ч. 1—3. — М.: В. М. Саблин, 1906—1911. Часть первая Архивная копия от 17 июня 2018 на Wayback Machine Часть вторая Архивная копия от 17 июня 2018 на Wayback Machine Часть третья Архивная копия от 24 апреля 2019 на Wayback Machine
- Овсянико-Куликовский Д. Н. Теория поэзии и прозы. (Теория словесности), 4-е изд. — Пг.: Тип. "Научное дело", 1917.
- Овсянико-Куликовский Д. Н. Литературно-критические работы в двух томах. — М.: Художественная литература, 1989
- Овсянико-Куликовский Д. Н. Сектанты: очерки по истории народных религиозных движений. – M.: Common place, 2017.